# رومان دينيسوف
رومان دينيسوف هو لاعب كرة قدم روسي في مركز حراسة المرمى، ولد في 15 مارس 1986. لعب مع زينيت سانت بطرسبرغ.